# 巴里·托马斯
巴里·托马斯（英語：Barry Thomas）美国音频工程师。他曾因电影天堂之日提名奥斯卡最佳音响效果奖。

## 部分影视作品
- 天堂之日 (1978)[1]